# Étienne Lantier
Pour les articles homonymes, voir Lantier (homonymie).
Étienne Lantier est un personnage de fiction créé par l'écrivain Émile Zola.
C'est l'un des protagonistes du roman Germinal dans la série des Rougon-Macquart, qui se bat pour l'amélioration des conditions de vie des mineurs de charbon dans le Nord de la France.

## Biographie du personnage
Étienne est le fils de Gervaise Macquart et d'Auguste Lantier (voir L'Assommoir). Comme la plupart des membres de la branche Macquart, il a hérité d'une folie discernable dans son regard, qui peut tourner à la violence meurtrière sous l'effet de la boisson ou de la colère. À 21 ans (au début de Germinal) il est grand et maigre (à cause de la famine), il n'a pas une carrure très imposante, il est apprêté, bienveillant, il a une voix rauque, le visage renfermé, il est généreux, n'est pas une brute comme Chaval. Il prend les choses beaucoup à cœur. Il a un niveau d'éducation médiocre mais a un grand cœur et une envie énorme d'aider les personnes qui l'entourent.
Chassé d'un atelier de chemin de fer à Lille pour avoir giflé un de ses supérieurs, il arrive un soir à Montsou, après avoir erré pendant plusieurs jours dans le bassin minier. Au début, le jeune homme est timide, naïf mais, au fil du récit, il gagne en maturité. Il est embauché comme hercheur (celui qui pousse les wagonnets) dans les mines de Montsou grâce à Maheu, qui se prend d'amitié pour lui. Il tombe amoureux de Catherine (l'aînée des filles de Maheu) mais, plus loin dans le récit, celle-ci devient la fiancée de Chaval, le pire ennemi de Lantier qui à plusieurs reprises se « rebelle » contre lui. À la fin du roman, Catherine meurt de fatigue, épuisée dans ses bras après lui avoir révélé ses sentiments. Ouvrier irréprochable, Étienne se passionne pour le socialisme. Il est en contact avec son ancien contremaître, Pluchart, qui lui envoie des livres et des brochures qu'il lit avec avidité mais sans méthode ; logé chez l'aubergiste Rasseneur, il a de longues conversations avec Souvarine, un anarchiste, partisan de l'action violente qui ne jure que par la destruction massive de biens pour se faire entendre. Lorsque les salaires baissent, la grève éclate, Étienne en est le meneur tout désigné, et il va conduire le mouvement de révolte jusqu'à son échec final, qui lui sera injustement reproché par les autres mineurs.
Par la suite, il quitte Montsou pour Paris et est convaincu qu'un jour, il gagnera sa « guerre » contre le capitalisme. Il sait que ce qu'il a semé à Montsou germera un jour. À Paris, il optera pour des méthodes plus pacifiques. On apprend dans Le Docteur Pascal, le dernier volume de la série des Rougon-Macquart, qu'il s'est compromis dans l'insurrection de la Commune en 1871 ; qu'il a été condamné à mort puis gracié et envoyé à Nouméa en Nouvelle-Calédonie où il s'est marié et a eu un enfant.

## Adaptations cinématographiques et télévisuelles
Le rôle d'Étienne Lantier a été interprété au cinéma 
- par Henry Krauss dans le film de Albert Capellani de 1913.
- par Jean Sorel dans celui d'Yves Allégret en 1963.
- par Renaud dans le film Germinal (1993) de Claude Berri.
- par Louis Peres dans la mini-série de David Hourrègue diffusée sur France 2 en 2022.

## Dans la culture populaire
Dans la web-série française 3615 Usul, un personnage nommé « Lantier » est une parodie d'Étienne Lantier en ouvrier révolté, notamment durant un épisode consacré aux conditions de travail des développeurs de jeux vidéo, parodiant alors le film de Claude Berri.
Référence à Étienne Lantier "le plus grand personnage de fiction du XIXème siècle" dans Carnets Noirs de Stephen King. 